# 14 Gwardyjski Pułk Lotnictwa Myśliwskiego
14 Gwardyjski Pułk Lotnictwa Myśliwskiego, 14 Leningradzki Gwardyjski Pułk Lotnictwa Myśliwskiego im. Żdanowa odznaczony Orderem Czerwonego Sztandaru (ros. 14-й гвардейский истребительный Ленинградский Краснознаменный ордена Кутузова авиационный полк им. Жданова) – oddział wojsk lotniczych Armii Czerwonej i Armii Radzieckiej, obecnie Sił Zbrojnych Federacji Rosyjskiej w strukturach 105 Dywizji Lotnictwa w Zachodnim Okręgu Wojskowym.